# Янтра днес
„Янтра ДНЕС“ е български регионален ежедневник, издаван във Велико Търново.
Вестникът издава по 255 броя годишно. Състои се от 12 страници (6 цветни и 6 черно-бели), от които 2 – с обяви на фирми и граждани. В петък заедно с вестника се издава и цветна книжка „ТВ седмица“ с програмите на национални и регионални ефирни и кабелни телевизии и обемът на изданието е 16 страници. През 2018 година изданието навърши 20 години. Носител на наградите „Черноризец Храбър“ за 2008 г. и „Св. Константин Кирил Философ“ за 2009 г. и 2015 г.